# Katarzyna Kawa
Katarzyna Kawa (Krynica-Zdrój, 17 november 1992) is een tennisspeelster uit Polen. Kawa begon met tennis toen zij zeven jaar oud was. Zij bereikt haar beste resultaten op gravel. Zij speelt rechtshandig en heeft een enkelhandige backhand. Zij is actief in het internationale tennis sinds 2008.

## Loopbaan

### Enkelspel
Kawa debuteerde in 2008 op het ITF-toernooi van Kędzierzyn-Koźle (Polen) – zij bereikte er de kwartfinale. Zij stond in 2009 voor het eerst in een finale, op het ITF-toernooi van Warschau (Polen) – zij verloor van de Tsjechische Iveta Gerlová. In 2012 veroverde Kawa haar eerste titel, op het ITF-toernooi van Praag (Tsjechië), door de Tsjechische Renata Voráčová te verslaan. Tot op heden(april 2025) won zij zeven ITF-titels, de meest recente in 2019 in Jackson (VS).
In 2019 speelde Kawa voor het eerst op een WTA-hoofdtoernooi, op het toernooi van Båstad. Zij bereikte er de halve finale, door onder meer de als vijfde geplaatste Française Fiona Ferro te verslaan. Twee weken later stond zij voor het eerst in een WTA-finale, op het toernooi van Jūrmala – zij verloor van de thuisspelende Anastasija Sevastova. Hierdoor kwam zij binnen in de top 150 van de WTA-ranglijst.

### Dubbelspel
Kawa was in het dubbelspel minder actief dan in het enkelspel. Zij debuteerde in 2009 op het ITF-toernooi van Warschau (Polen), samen met landgenote Katarzyna Kaleta – zij bereikte er meteen de finale, die zij verloren van het duo Iveta Gerlová en Karolina Kosińska. Drie maanden later veroverde Kawa haar eerste titel, op het ITF-toernooi van Iława (Polen), samen met landgenote Aleksandra Rosolska, door het Poolse duo Veronika Domagała en Anna Niemiec te verslaan. Tot op heden(april 2025) won zij 21 ITF-titels, de meest recente in 2024 in Macon (VS).
In 2012 speelde Kawa voor het eerst op een WTA-hoofdtoernooi, op het toernooi van Taipei, samen met landgenote Paula Kania. Zij stond in 2021 voor het eerst in een WTA-finale, op het toernooi van Bol, samen met de Spaanse Aliona Bolsova – hier veroverde zij haar eerste titel, door het koppel Ekaterine Gorgodze en Tereza Mihalíková te verslaan.
In januari 2022 haakte zij nipt aan bij de top 100 van de wereldranglijst.
In 2023 won Kawa titels in Cali (met landgenote Weronika Falkowska), Kozerki (met Française Elixane Lechemia) en Bari (met de Tsjechische Anna Sisková).
In 2024 won Kawa met landgenote Maja Chwalińska het WTA 125-toernooi van Buenos Aires.

### Tennis in teamverband
In de periode 2016–2024 maakte Kawa deel uit van het Poolse Fed Cup-team – zij behaalde daar een winst/verlies-balans van 4–6.

## Posities op deWTA-ranglijst
Positie per einde seizoen:
| jaar | rang enkelspel | rang dubbelspel |
| ---- | -------------- | --------------- |
| 2009 | 772            | 635             |
| 2010 | 525            | 395             |
| 2011 | 514            | 639             |
| 2012 | 398            | 1187            |
| 2013 | 307            | 331             |
| 2014 | 690            | 799             |
| 2015 | 267            | 370             |
| 2016 | 387            | 248             |
| 2017 | 520            | 446             |
| 2018 | 290            | 447             |
| 2019 | 127            | 319             |
| 2020 | 113            | 174             |
| 2021 | 154            | 111             |
| 2022 | 261            | 75              |
| 2023 | 207            | 118             |
| 2024 | 258            | 93              |

## Palmares
| Legenda                 |
| ----------------------- |
| Grandslamtoernooi       |
| Olympische Spelen       |
| Year-End Championships  |
| Premier Mandatory       |
| Premier Five / WTA 1000 |
| Premier / WTA 500       |
| International / WTA 250 |
| Challenger / WTA 125    |

### WTA-finaleplaatsen enkelspel
| nr.              | finale     | toernooi         | ondergrond | tegenstandster         | score         |         |
| ---------------- | ---------- | ---------------- | ---------- | ---------------------- | ------------- | ------- |
| gewonnen finales |            |                  |            |                        |               |         |
| geen             |            |                  |            |                        |               |         |
| verloren finales |            |                  |            |                        |               |         |
| 1.               | 2019-07-28 | WTA Jūrmala      | gravel     | Anastasija Sevastova   | 6-3, 5-7, 4-6 | details |
| 2.               | 2024-12-01 | WTA Buenos Aires | gravel     | Mayar Sherif           | 3-6, 6-4, 4-6 | details |
| 3.               | 2025-04-06 | WTA Bogotá       | gravel     | Camila Osorio          | 3-6, 3-6      | details |
| 4.               | 2025-07-12 | WTA Båstad       | gravel     | Elisabetta Cocciaretto | 3-6, 4-6      | details |

### WTA-finaleplaatsen vrouwendubbelspel
| nr.              | finale     | toernooi         | ondergrond | partner            | tegenstandsters                             | score            |         |
| ---------------- | ---------- | ---------------- | ---------- | ------------------ | ------------------------------------------- | ---------------- | ------- |
| gewonnen finales |            |                  |            |                    |                                             |                  |         |
| 1.               | 2021-06-12 | WTA Bol          | gravel     | Aliona Bolsova     | Ekaterine Gorgodze Tereza Mihalíková        | 6-1, 4-6, [10-6] | details |
| 2.               | 2023-02-04 | WTA Cali         | gravel     | Weronika Falkowska | Kyōka Okamura You Xiaodi                    | 6-1, 5-7, [10-6] | details |
| 3.               | 2023-08-11 | WTA Kozerki      | hardcourt  | Elixane Lechemia   | Naiktha Bains Maia Lumsden                  | 6-3, 6-4         | details |
| 4.               | 2023-09-10 | WTA Bari         | gravel     | Anna Sisková       | Valentíni Grammatikopoúlou Elixane Lechemia | 6-1, 6-2         | details |
| 5.               | 2024-12-01 | WTA Buenos Aires | gravel     | Maja Chwalińska    | Laura Pigossi Mayar Sherif                  | 6-4, 3-6, [10-7] | details |
| verloren finales |            |                  |            |                    |                                             |                  |         |
| 1.               | 2022-04-02 | WTA Marbella     | gravel     | Vivian Heisen      | Irina Maria Bara Ekaterine Gorgodze         | 4-6, 6-3, [6-10] | details |
| 2.               | 2022-07-31 | WTA Warschau     | gravel     | Alicja Rosolska    | Anna Danilina Anna-Lena Friedsam            | 4-6, 7-5, [5-10] | details |
| 3.               | 2024-03-03 | WTA Austin       | hardcourt  | Bibiane Schoofs    | Olivia Gadecki Olivia Nicholls              | 2-6, 4-6         | details |
| 4.               | 2024-09-14 | WTA Boekarest    | gravel     | Aliona Bolsova     | Carole Monnet Darja Semeņistaja             | 6-1, 2-6, [7-10] | details |

## Resultaten grandslamtoernooien
| Legenda | Legenda                          |
| ------- | -------------------------------- |
| g.t.    | geen toernooi gehouden           |
| l.c.    | lagere categorie                 |
| –       | niet deelgenomen                 |
| G       | uitgeschakeld in de groepsfase   |
| 1R      | uitgeschakeld in de eerste ronde |
| 2R      | uitgeschakeld in de tweede ronde |
| 3R      | uitgeschakeld in de derde ronde  |
| 4R      | uitgeschakeld in de vierde ronde |
| KF      | uitgeschakeld in de kwartfinale  |
| HF      | uitgeschakeld in de halve finale |
| F       | de finale verloren               |
| W       | het toernooi gewonnen            |
| w-v     | winst/verlies-balans             |

### Enkelspel
| toernooi        | 2020 |    | 2022 |
| --------------- | ---- | -- | ---- |
| Australian Open | –    | –  |      |
| Roland Garros   | –    | –  |      |
| Wimbledon       | g.t. | 2R |      |
| US Open         | 1R   | –  |      |

### Vrouwendubbelspel
| toernooi        | 2022 |    | 2024 | 2025 |
| --------------- | ---- | -- | ---- | ---- |
| Australian Open | –    | 2R | 1R   |      |
| Roland Garros   | 1R   | 2R |      |      |
| Wimbledon       | 1R   | 1R |      |      |
| US Open         | 1R   | –  |      |      |